# هيو أتكينسون
هيو أتكينسون (بالإنجليزية: Hugh Atkinson)‏ (8 نوفمبر 1960 في جمهورية أيرلندا - ) هو لاعب كرة قدم أيرلندي في مركز الدفاع. شارك مع منتخب جمهورية أيرلندا تحت 21 سنة لكرة القدم. أما مع النوادي، فقد لعب مع نادي إكزتر سيتي ونادي يورك سيتي ووولفرهامبتون واندررز وGresley Rovers F.C. ‏ وFriar Lane & Epworth F.C. ‏ وHarrisons F.C. ‏ ودارلينجتون إف سى.

## وصلات خارجية
- هيو أتكينسون على موقع قاعدة بيانات كرة القدم.إي يو (الإنجليزية)